# Liste des primats de l'Église orthodoxe des Terres tchèques et de Slovaquie
Liste des primats de l'Église orthodoxe des Terres tchèques et de Slovaquie
Fondateur :
- Gorazd de Prague (saint martyr)

## Metropolites de Tchéquie et de Slovaquie
- Éleuthère de Prague (ru) (9 décembre 1951-28 novembre 1955)
- Jean de Prague (cs) (17 mai 1956-1964)
- Dorothée de Prague (cs) (25 octobre 1964-30 décembre 1999)
- Nicolas Ier de Prešov (14 avril 2000-30 janvier 2006)
- Christophe de Prague (en) (2 mai 2006-12 avril 2013)
  - Siméon de Prague (cs) (locum tenens)
- Rostislav (depuis le 9 décembre 2013)